# العلاقات البريطانية الجورجية
العلاقات البريطانية الجورجية هي العلاقات الثنائية التي تجمع بين المملكة المتحدة وجورجيا.

## مقارنة بين البلدين
هذه مقارنة عامة ومرجعية للدولتين:
| وجه المقارنة                                              | المملكة المتحدة                 | جورجيا                          |
| --------------------------------------------------------- | ------------------------------- | ------------------------------- |
| المساحة (كم2)                                             | 242.50 ألف                      | 69.70 ألف                       |
| عدد السكان (نسمة)                                         | 66.02 مليون                     | 3.72 مليون                      |
| الكثافة السكانية (ن./كم²)                                 | 272.25                          | 53.37                           |
| العاصمة                                                   | لندن                            | تبليسي، كوتايسي                 |
| اللغة الرسمية                                             | لغة إنجليزية، اللغة الويلزية    | اللغة الجورجية، اللغة الأبخازية |
| العملة                                                    | جنيه إسترليني                   | لاري جورجي                      |
| الناتج المحلي الإجمالي (بليون دولار)                      | 2.62 تريليون                    | 15.16 مليار                     |
| الناتج المحلي الإجمالي (تعادل القوة الشرائية) بليون دولار | 2.72 تريليون                    | 35.68 مليار                     |
| الناتج المحلي الإجمالي الاسمي للفرد دولار أمريكي          | 43.88 ألف                       | 3.79 ألف                        |
| الناتج المحلي الإجمالي للفرد دولار أمريكي                 | 40.23 ألف                       |                                 |
| مؤشر التنمية البشرية                                      | 0.907                           | 0.754                           |
| رمز المكالمات الدولي                                      | +44                             | +995                            |
| رمز الإنترنت                                              | .uk، .gb                        | .ge، .გე ‏                       |
| المنطقة الزمنية                                           | توقيت غرينيتش، توقيت غرب أوروبا | ت ع م+04:00                     |

## مدن متوأمة
في ما يلي قائمة باتفاقيات التوأمة بين مدن بريطانية وجورجية:
- ترتبط برستل مع تبليسي باتفاقية توأمة منذ 1947.
- ترتبط نيوبورت مع كوتايسي باتفاقية توأمة.

## منظمات دولية مشتركة
يشترك البلدان في عضوية مجموعة من المنظمات الدولية، منها:
| علم المنظمة | اسم المنظمة                             | تاريخ انضمام المملكة المتحدة | تاريخ انضمام جورجيا |
| ----------- | --------------------------------------- | ---------------------------- | ------------------- |
|             | اتفاقية السماوات المفتوحة               | ?                            | ?                   |
|             | يونسكو                                  | 4 نوفمبر 1946                | 7 أكتوبر 1992       |
|             | الفريق المعني برصد الأرض                | ?                            | ?                   |
|             | مؤسسة التمويل الدولية                   | 20 يوليو 1956                | 29 يونيو 1995       |
|             | مجلس أوروبا                             | 5 مايو 1949                  | 27 أبريل 1999       |
|             | مؤسسة التنمية الدولية                   | 24 سبتمبر 1960               | 31 أغسطس 1993       |
|             | منظمة التجارة العالمية                  | 1995                         | 14 يونيو 2000       |
|             | منظمة الأمن والتعاون في أوروبا          | 25 يونيو 1973                | 24 مارس 1992        |
|             | المنظمة الأوروبية لسلامة الملاحة الجوية | 1960                         | 2012                |
|             | الاتحاد البريدي العالمي                 | ?                            | ?                   |
|             | الاتحاد الدولي للاتصالات                | 24 فبراير 1871               | 7 يناير 1993        |
|             | الأمم المتحدة                           | 24 أكتوبر 1945               | 31 يوليو 1992       |
|             | البنك الدولي للإنشاء والتعمير           | 27 ديسمبر 1945               | 7 أغسطس 1992        |
|             | المنظمة الهيدروغرافية الدولية           | ?                            | ?                   |

## أعلام
هذه قائمة لبعض الشخصيات التي تربطها علاقات بالبلدين:
- دارين هاكاربي (لاعب كرة قدم بريطاني، 23 أبريل 1976[21] – )
- سفيتلانا ستالين (28 فبراير 1926[22][23] – 22 نوفمبر 2011[22][23])
- مريم أبو ديفوار (ممثلة بريطانية، 27 ديسمبر 1960 – )

## وصلات خارجية
- موقع وزارة الخارجية البريطانية
- موقع وزارة الخارجية الجورجية